# Karl Moritz Wiederhold
Karl Moritz Wiederhold (* 1805; † 1860) war ein deutscher Finanzbeamter und Politiker.

## Leben
Karl Moritz Wiederhold war Sohn des Juraprofessors und früheren kurhessischen Innenministers Christian Wiederhold. Er war Geheimer Oberfinanzrat und Vortragender Rat sowie Referent im kurhessischen Finanzministerium. Im Zuge der Ablösung der Regierung unter Ludwig Hassenpflug wurde er Mitte Oktober 1855 als Nachfolger von Otto Heinrich Julius Leopold Volmar für rund fünf Monate bis Anfang März 1856 zum provisorischen Vorstand des Finanzministeriums berufen. Sein Nachfolger wurde August von Hanstein-Knorr.